# مارکی دو وودروئیل-کاواگنیال
پیر دو ریگو دو وودروئیل دو کاواگنیال، مارکی دو وودروئیل (تلفظ در فرانسوی: [pjɛʁ də ʁiɡo də vodʁœj də kavaɲal]؛ ۲۲ نوامبر ۱۶۹۸ – ۴ اوت ۱۷۷۸) یک فرماندار مستعمره‌ای کانادایی‌زاده در فرانسه نو در آمریکای شمالی بود. او فرماندار لوئیزیانای فرانسوی (۱۷۴۳–۱۷۵۳) بود و در سال ۱۷۵۵ آخرین فرماندار کل فرانسه نو شد. در سال‌های ۱۷۵۹ و ۱۷۶۰، بریتانیایی‌ها این مستعمره را در جنگ هفت‌ساله (که در ایالات متحده به عنوان جنگ فرانسوی‌ها و سرخپوستان شناخته می‌شود) فتح کردند.